# 원수연
원수연은 대한민국의 만화가이다. 1987년 《그림자를 등진 오후》로 만화계에 데뷔하였으며, 그의 대표작인 《풀 하우스》는 KBS 2TV 수목 드라마(2004년 하반기 방영작)로 극화하여 시청률 1위를 기록한 바 있다. 만화가 강도하와 부부이다.

## 저서
권수는 가장 나중에 발행된 판본 기준임.
... KBS ...

### 드라마
풀 하우스 원작자 원수연

### 장편만화
- 《엘리오와 이베트》(1991, 전 10권)
- 《휴머노이드 이오》 (1992)
- 《풀 하우스》(학산문화사, 1993년, 전 16권)
- 《Let 다이》 (1995)
- 《아름다운 사냥》

### 단편집 외
- 《아쥐르》(Azure)- 원수연 일러스트레이션 모음집 (시공사, ISBN 8952734246)
- 《당신에겐 과분하게 멋진 남자》 - 원수연 단편집 (1995년)
- 《당신을 좋아하는 이유》- (대원씨아이 1998년, ISBN 5000036161 {{isbn}}의 변수 오류: 유효하지 않은 ISBN.)
- 《비를 본 적이 있나요》- (대원씨아이 1998년, ISBN 5000065348 {{isbn}}의 변수 오류: 유효하지 않은 ISBN.)
- 《바나나》 - 원수연 단편집 - 전 4권
- 《고백》 - 단편모음집 (1999년, ISBN 8970993967)